# Wysoczyzna Żelechowska
Die Wysoczyzna Żelechowska ist eine Landschaft (Mesoregion; Dezimalkodierung: 318.95) in Ostpolen und zugleich Teil der Makroregion Nizina Południowopodlaska. Sie liegt in den Woiwodschaften Masowien und Lublin und umfasst eine Fläche von 1.844 km².

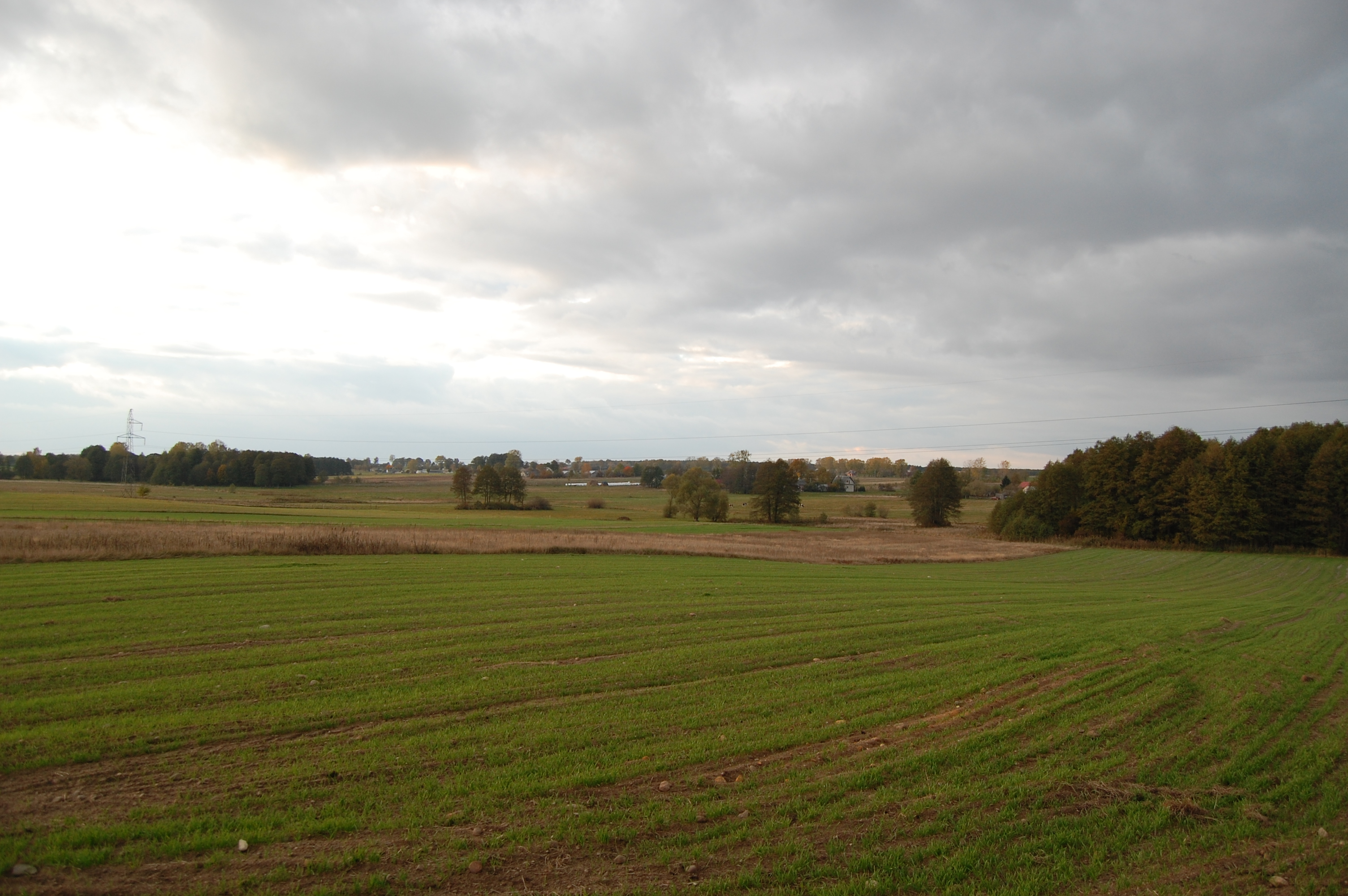
Die Landschaft

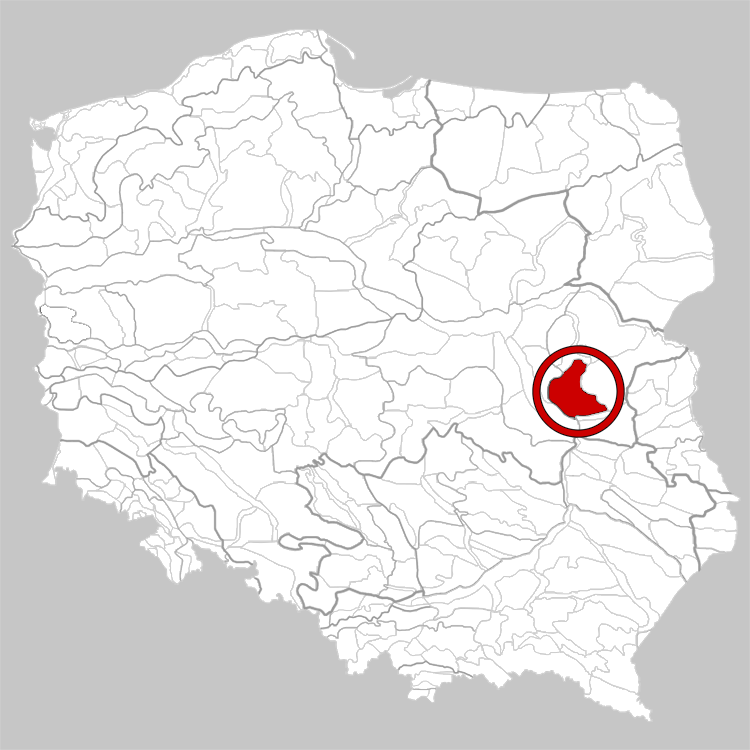
Lage der Mesoregion

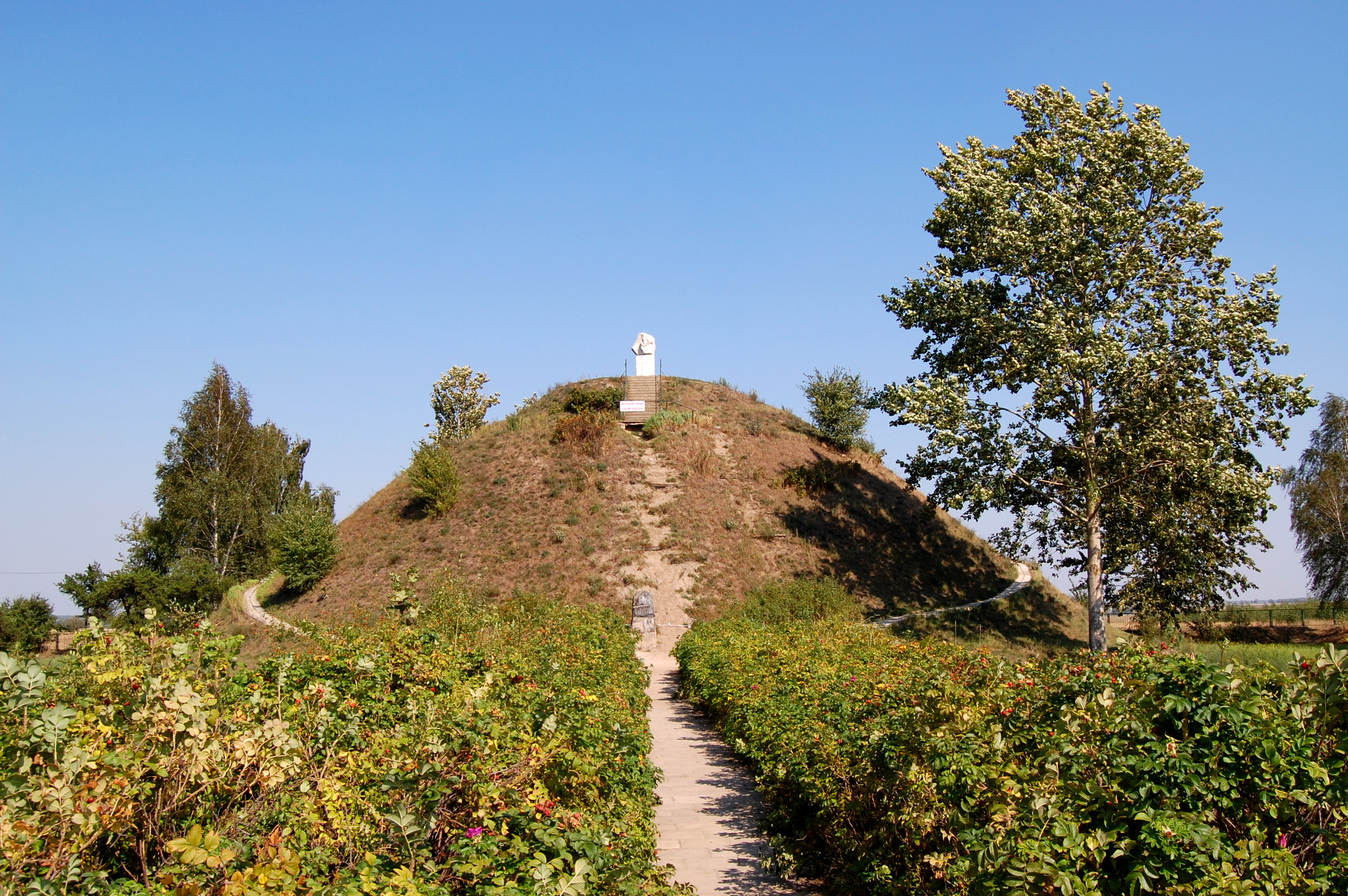
Der Aussichtspunkt Kopiec Sienkiewicza in Okrzeja

In dem östlich der Weichsel (Mesoregion Dolina Środkowej Wisły) gelegenen, weitgehend von Endmoränen geprägten Gebiet haben die Flüsse Świder und Wilga ihre Quellen. Die südliche Begrenzung bildet der Fluss Wieprz mit der Mesoregion Pradolina Wieprza, die nördliche die Mesoregion Obniżenie Węgrowskie, die östliche die Mesoregion Równina Łukowska. Wichtigste Orte sind die Städte Ryki, Żelechów und Stoczek Łukowski.